# Anartioschiza gracilipes
Anartioschiza gracilipes är en skalbaggsart som beskrevs av Brenske 1898. Anartioschiza gracilipes ingår i släktet Anartioschiza och familjen Melolonthidae. Inga underarter finns listade i Catalogue of Life.